# Conceição do Tocantins
Conceição  do Tocantins este un oraș în Tocantins (TO), Brazilia.